# 卡纳维拉尔 (科克莱省)
卡纳维拉尔是巴拿马科克莱省佩诺诺梅区的一个城市，2010年是人口为7,517。 该市2000年时人口为4,953，1990年时人口为6,367。